# Bete Amanuel
 Béte Amanuél (ቤተ አማኑኤል en amharique, Beta Amanouël ou Biet Emmanuel, "La maison d'Emmanuel") est une église éthiopienne orthodoxe située à Lalibela, dans l’Amhara, en Éthiopie.
Elle est une des onze églises rupestres de la ville et fait partie du groupe de quatre églises situées au Sud-Est.

## Description
Au sud-est de l'église Marie, se dresse le sanctuaire de l'Emmanuel. C'est la seule église monolithe du groupe Sud-Est et la deuxième plus vaste de Lalibela. Longue de 18,5 m, large de 12,5 m, elle se trouve au fond d'une tranchée de 29 m de long, profonde de 11 m. Prise au faîte du toit la hauteur de l'église mesure 12 m de haut.
Elle est très soigneusement sculptée sur ses trois étages. Chaque étage présente un style de fenêtres différent. Les dormants et bossages carrés des portes et des fenêtres, le socle à trois niveaux, les bandeaux horizontaux de la façade, sont de style axoumite classique.
Son plan est basilical avec son triforium ouvrant sur des combles, une nef centrale élevée et voûtée, sanctuaire et coupole.
Le dernier étage comprend neuf pièces qui symbolisent les Neuf Saints dont l'activité missionnaire permit de diffuser la religion chrétienne  dans le pays au Ve siècle.
Les guerres civiles et régionales de la fin du XXe siècle ont laissé de nombreux impacts de balles dans ses parois.

## Architecture
On retrouve ici une structure basilique, mais très différente en tous points du sanctuaire de Marie (18 x 12 x 11 mètres). Selon les Chroniques royales, il s'agit d'une église plus récente, bien qu'elle soit encore construites du vivant du roi Lalibela.
Beta Amanuel démontre non seulement une source d'inspiration différente mais aussi un progrès certain dans l'habileté et la sophistication artistique de ses sculpteurs. Elle est surélevée du sol par un stylobate à quatre marches.
Elle s'élève sur trois étages, avec son élément vertical souligné par des pilastres proéminents sur les quatre façades. Cela ajoute également un élément de solidité aux angles.
Son toit en pente a été endommagé par la pluie, tout comme l'étage supérieur de l'église.
Les murs extérieurs sont sculptés en imitant des couches alternées de poutres apparentes. Cette technique est probablement arrivée à Lalibela depuis Axoum, mais puise surement ses origines dans l'Arabie Félix. Ce rythme horizontal et régulier est interrompu par les corniches, le deuxième étage étant particulièrement marquant.
Les portes ouest, nord et sud donnent accès à l'église, et toutes trois, ainsi que les fenêtres des zones inférieure et supérieure, sont encadrées par des « têtes de singe ». Toutes les perforations des fenêtres inférieures sont en forme de croix, tandis que les ouvertures de la zone médiane sont cintrées.
Des piliers séparent à nouveau la nef des bas-côtés, ici très étroits et comprimés.
La nef est cependant mise en valeur en largeur comme en hauteur, notamment par son élégante arcade, même si elle ne présente pas les décorations sculptées ou peintes de l'église de Marie.
Au-dessus de l'arcade, deux zones de fenêtres aveugles avec poutres apparentes décorent les murs. La voûte en tunnel de la nef est « soutenue » par les arcs doubleaux, qui s'élèvent des piliers comme dans une véritable structure en maçonnerie, bien qu'ils ne soient pas ici une nécessité structurelle. Le Saint des Saints conserve ce que les Éthiopiens croient être l'Arche d'Alliance, soulignant ainsi une fois de plus les liens originels avec le judaïsme. Il est amusant de remarquer dans l'angle sud-ouest de l'église une trappe à partir de laquelle un tunnel menait autrefois à l'église de Saint-Mercurios. On peut imaginer comment ce passage et d’autres passages similaires dans les sanctuaires de Lalibela ont été utilisés pendant les périodes d’urgence et d’invasion étrangère.

Un autre point intéressant est un cercle tracé dans la roche à l’angle nord-ouest de l'église. C'est ici que les prêtres exécutent encore aujourd'hui leurs danses religieuses et rituelles, accompagnées du battement du tambour et du cystrum.

Intérieur de Biet Amanuel
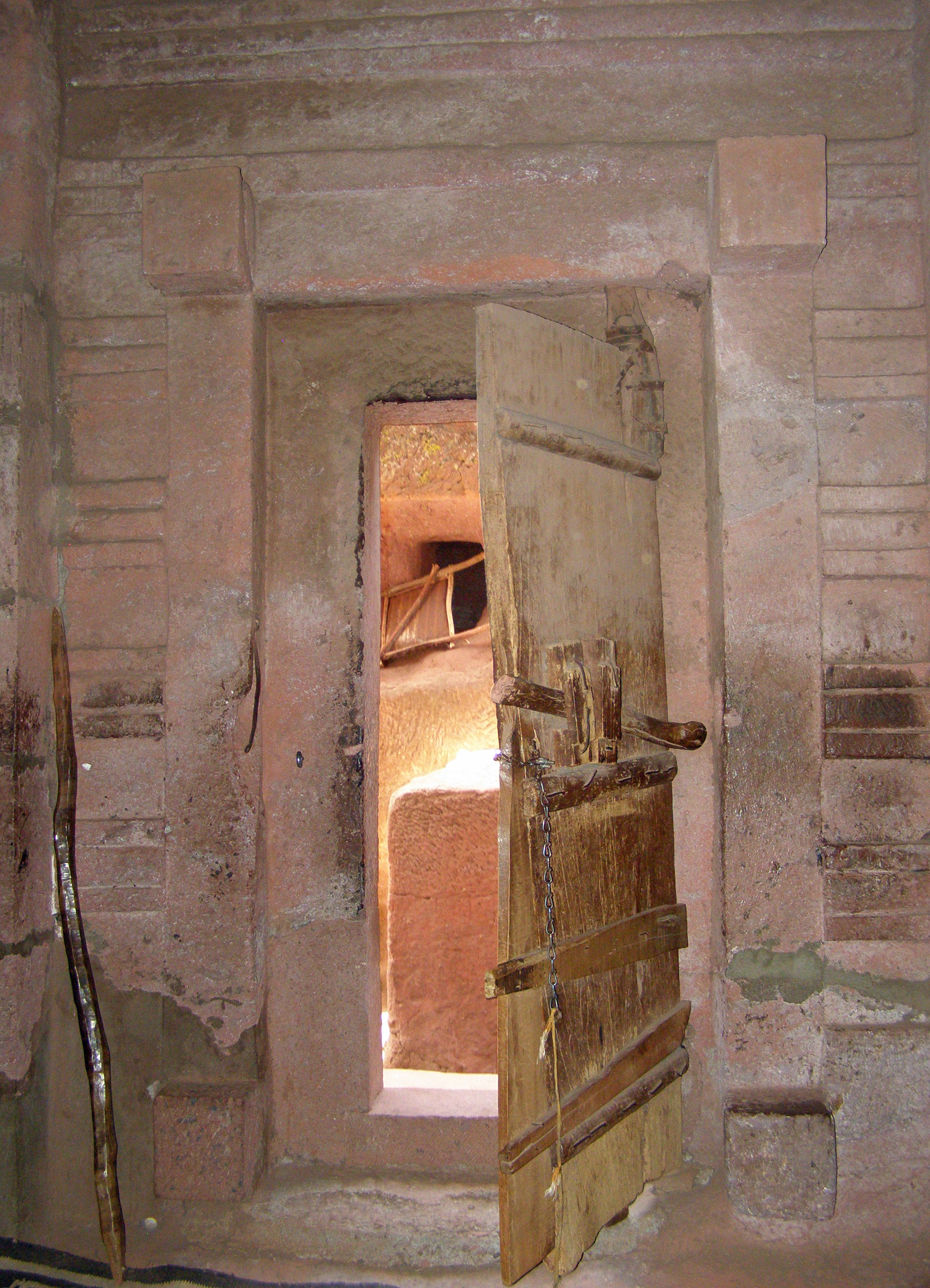
Porte axoumite
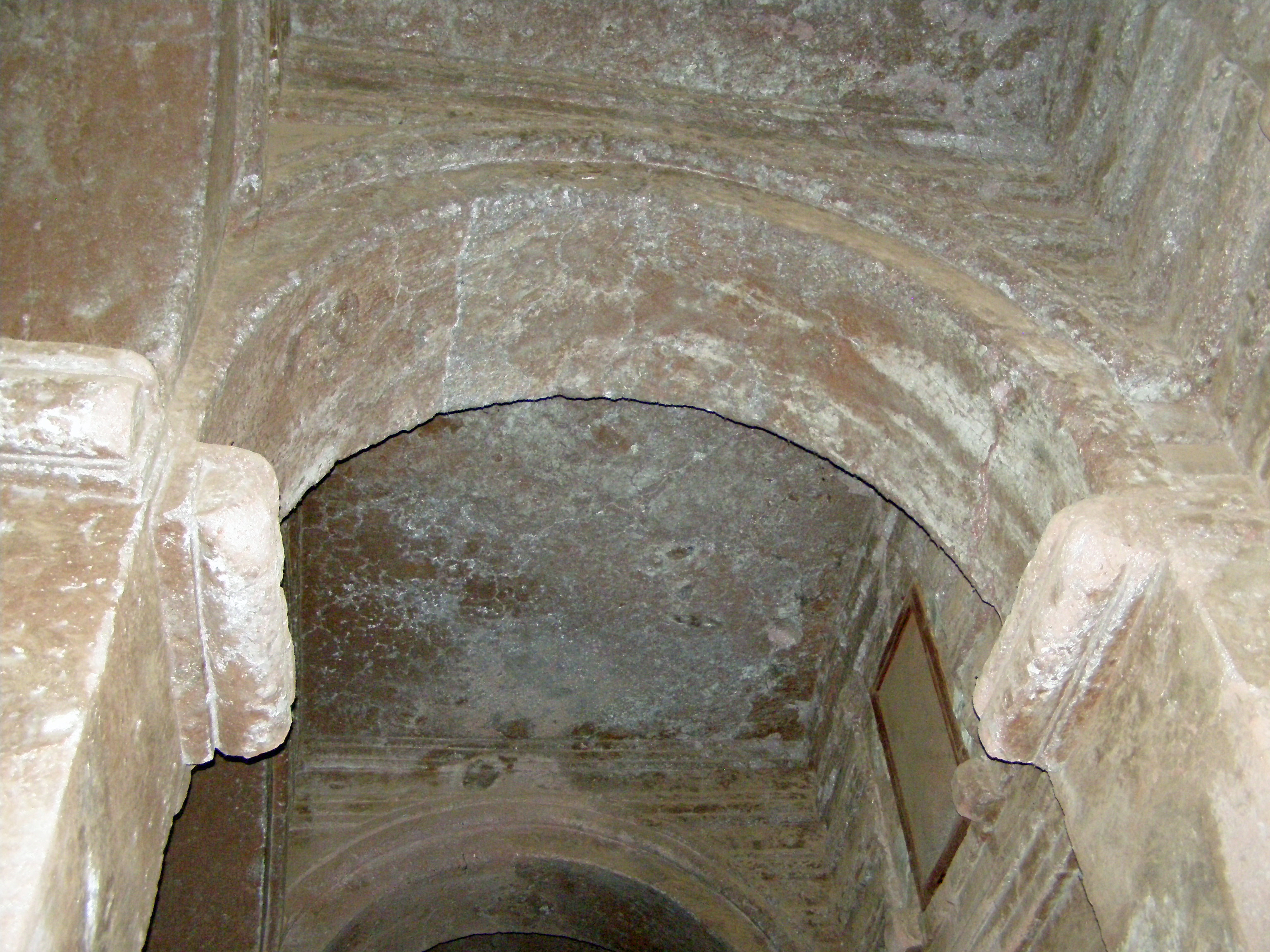
Plafond voûté et peint
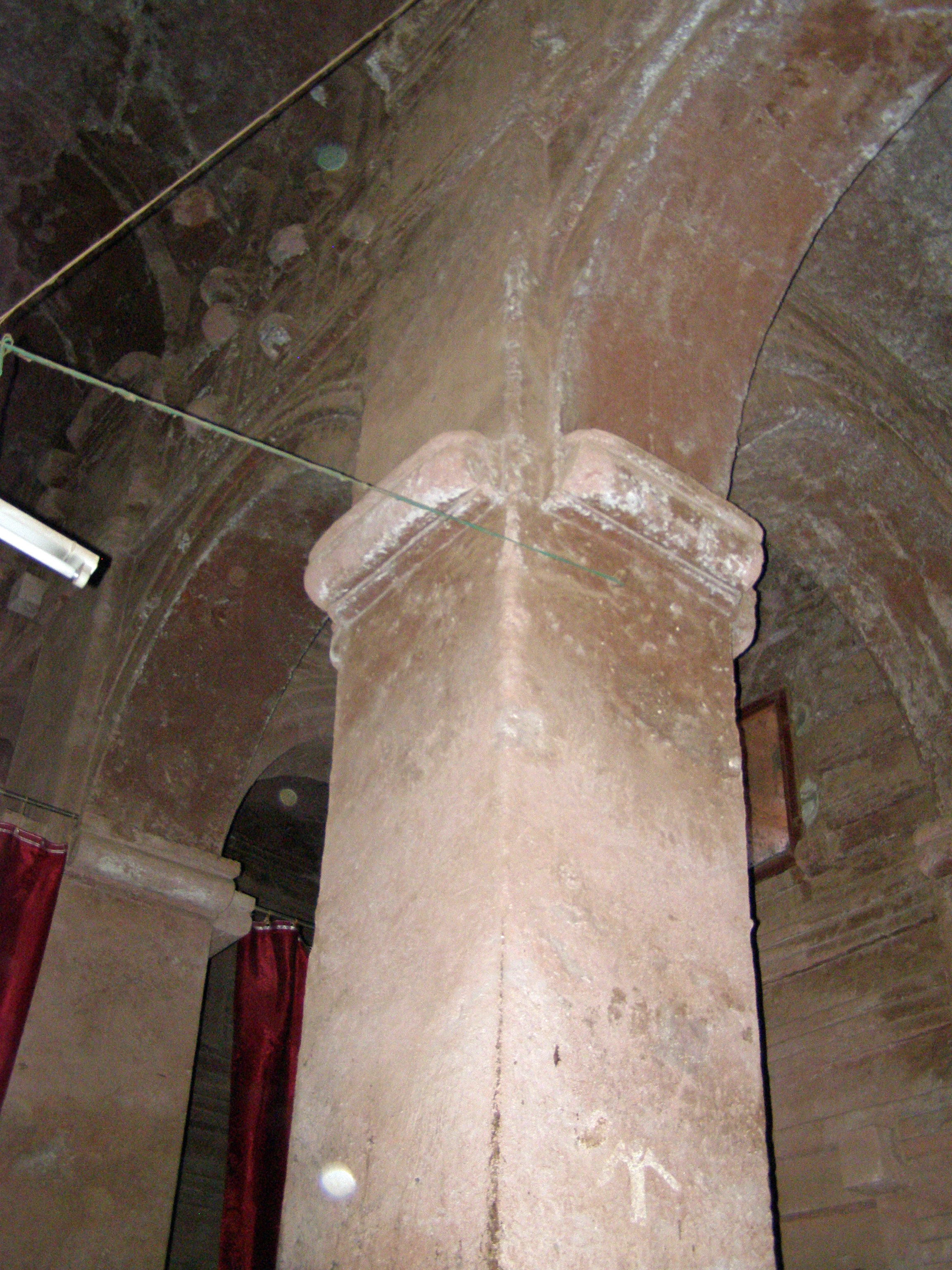
Pilier